# Еміль Ланер
Ем́іль Лан́ер (фр. Émile Lahner, угор. Lahner Emil — 28 вересня 1893, Великий Березний, Австро-Угорщина — 14 грудня 1980, Париж, Франція) — видатний французький живописець і графік. Представник Паризької школи, майстрами якої були також Пабло Пікассо та Марк Шагал. Класик модернізму, один із засновників та популяризаторів абстракціонізму.

## Життєпис
Еміль Ланер народився у 1893 році в селі Великий Березний Ужанської жупи Угорського королівства. Нині це містечко на Закарпатті в Україні. Родина художника були римо-католиками, походили з Ельзасу і оселилася в Угорщині на початку ХІХ століття. Предком Еміля був Дьордь Ланер — один із тринадцяти офіцерів, страчених за участь в Угорській революції 1848—1849 років. Мати Еміля померла під час пологів, а в семирічному віці він став сиротою — його батько загинув унаслідок нещасного випадку. Відтак дитиною опікувався родич єпископа, який у 1902 році відправив Еміля до школи-інтернату в Банській Штявниці, щоб здобути освіту інженера. Диплом гірничої школи Еміль Ланер отримав у 1910 році. Протягом Першої світової війни працював на гарматному заводі в Діошдьйорі в Мішкольці. У 1921 році Еміль кинув свою інженерну кар'єру і вступив до Школи красних мистецтв у Будапешті.
Потяг Ланера до живопису пов'язаний з випадком у дитинстві, коли він зустрів чоловіка, який відновлював придорожнє розп'яття біля свого села. Ремісник подарував хлопчикові тюбик із зеленою фарбою, і те, що почалося як розвага, поступово набуло розмірів покликання.

### Будапештський період
У Школі красних мистецтв у Будапешті Еміль Ланер навчався у відомого майстра Яноша Восорі. Після розпаду Австро-Угорської імперії розпочався «червоний терор» Угорської Радянської Республіки під керівництвом Бела Куна, який спричинив загибель та ув'язнення тисяч людей. Контрреволюційний «Білий терор» 1919 року за адмірала Міклоша Горті виявився ще кривавішим, і в цій загальній атмосфері жорстких репресій багато митців та інтелектуалів — у тому числі Ланер — були змушені емігрувати. Коли Ланер виїхав з Угорщини наприкінці 1923 року або на початку 1924 року, він офіційно був студентом Школи вишуканих мистецтв у Будапешті, яка присудила йому мандрівну стипендію. Очевидно, під час подорожей Еміль Ланер бачив розвиток нового мистецтва на Заході, що стало однією з причин неповернення на Батьківщину. На ранні роботи Еміля Ланера головно вплинули футуризм та німецький експресіонізм.

### Паризький період
Еміль Ланер прибув до Парижа в жовтні 1924 року й оселився на Монмартрі. Тут він навчався у школі Антуана Бурделя, учня Родена, а також працював художником для театрів і кіно, зокрема співпрацював з режисером Александром Кордою. 
З Угорщиною Еміль Ланер зв'язок також не обірвав. Протягом 1926–1927 років його роботи виставлялися в Музеї Ернста в Будапешті. У 1928 році він виставлявся у галереї «Мючарнок», а також взяв участь у виставці, яку організовувало авангардне мистецьке угрупування UME (угор. Új Művészek Egyesülete, «Асоціація нових художників»), засноване Яношем Восорі. У 1929 році Ланер брав участь у виставці «Нового товариства діячів образотворчого мистецтва» — KÚT(угор. Képzőművészek Új Társaságának), членом якого він був. Угрупування KÚT тяжіло до французьких постімпресіоністичних , кубістичних та німецьких експресіоністських течій і вважалося угорським крилом Паризької школи.
Після вторгнення нацистського Третього Рейху до Франції, Ланер переїхав разом з іншими художниками до французького Дордоню. Відомі палеолітичні печерні розписи цього регіону надихнули художника на поєднання пластики примітивізму з абстракціонізмом. Після вигнання нацистів Ланер повернувся до Парижа, став частіше організовувати виставки. У 1948 році він уперше відвідав Алжир, де спроєктував каплицю в Ель-Афроуні. Потім Еміль Ланер ще багато разів відвідував цю північноафриканську країну. Досвід роботи Ланера з вітражами справив великий вплив на його абстрактні роботи. 
У 1951 році Еміль Ланер познайомився з Пабло Пікассо, а у 1954 році вони організували спільну виставку в Парижі.
У 1957 році, у віці 64 років, Еміль одружився з Жанною Казенаве. Після двадцяти п'яти років спартанського життя він переїхав до набагато комфортніших апартаментів біля площі Пігаль. У 1959 році він познайомився каліфорнійським арт-дилером угорського походження Ласло Лакі, який став одним з найближчих його друзів та прихильників.
У 1961 році відбулася виставка Ланера в галереї Жанни Кастель, яку допоміг організувати його старий друг, поет і колишній президент Сенегалу Леопольд Седар Сенгор. Ця виставка принесла великий успіх та визнання художнику. Протягом останніх двох десятиліть свого життя він майже постійно виставлявся. Еміль Ланер був відомий завдяки надзвичайно широкому діапазону стилів. На нього вплинули східноєвропейський модерн, конструктивізм, синтетичне мистецтво, об'єктивне мистецтво, а з паризької епохи — постімпресіонізм, фовізм, кубізм та примітивізм.
Помер Еміль Ланер світової слави художником у віці 87 років.